# Oblast Donezk
Die Oblast Donezk oder selten Oblast Donetsk (ukrainisch Донецька область Donezka oblast; russisch Донецкая область Donezkaja oblast) ist ein Verwaltungsbezirk der Ukraine. Die Oblast liegt im Donezbecken (auch Donbas), einem stark industrialisierten Gebiet, und ist eine der wirtschaftlich bedeutendsten und am dichtesten besiedelten Regionen der Ostukraine.
Seit dem Krieg in der Ukraine ab 2014 werden große Teile der Region als „Volksrepublik Donezk“ von russischen Militärs kontrolliert. Nach einem Scheinreferendum im September 2022 wurde die gesamte Oblast einschließlich der weiterhin unter ukrainischer Kontrolle stehenden Gebiete völkerrechtswidrig von Russland annektiert.

## Geografie und Klima
Das Gebiet Donezk liegt im Südosten der Ukraine, es umfasst 4,4 % ihrer Fläche. Das Gebiet ist überwiegend eben und liegt im Bereich des kontinentalen Klimas. Die humusreiche Erde mit einer Schichtdicke bis zu einem Meter bietet gute landwirtschaftliche Möglichkeiten, trotz mangelnder natürlicher Wasserversorgung. Im Nordwesten grenzt die Oblast Donezk an die Oblast Charkiw, im Nordosten an die Oblast Luhansk, im Südosten an Russland (Oblast Rostow), im Süden an das Asowsche Meer, im Südwesten an die Oblast Saporischschja und im Westen an die Oblast Dnipropetrowsk.
Die Fläche beträgt 26.517 km².

## Geschichte
Die Oblast Donezk wurde am 17. Juli 1932 mit größerem Gebietsumfang gebildet und war Teil der Ukrainischen Sozialistischen Sowjetrepublik und damit der UdSSR. Das Territorium gehörte zuvor zu den Oblasten Charkiw und Dnipropetrowsk. Die Stadt Stalino, die heute Donezk heißt, wurde zum Verwaltungszentrum bestimmt. Von 1933 bis 1937 gab es innerhalb der Oblast den Kreis Starobilsk. In ihrem heutigen Zuschnitt besteht die Oblast seit dem 3. Juni 1938, als die neugebildete Oblast Woroschilowgrad (heute Luhansk) aus der bisherigen Oblast ausschied. Dabei wurde die Oblast Donezk zu Ehren Stalins umbenannt in Oblast Stalino. Unter deutscher Besatzung wurde zwischen 1941 und 1943 der Name Jusowka verwendet. Zum 9. November 1961 erfolgte die Rückbenennung in Oblast Donezk.
Von den Wählern in der Oblast stimmten am 17. März 1991 beim Referendum über den Erhalt der Sowjetunion 84,6 % mit Ja und am 1. Dezember 1991 beim Referendum über die Unabhängigkeit der Ukrainischen SSR von der Sowjetunion 12 % gegen und 83 % für die Unabhängigkeit, die im Anschluss an das Referendum realisiert wurde.
Die Einwohnerzahl betrug 2014 4.343.900 Menschen. Zentrum und namensgebende Oblasthauptstadt ist Donezk mit knapp einer Million Einwohnern. Auf dem Gebiet der Oblast wurde im April 2014 die Volksrepublik Donezk ausgerufen. Seitdem wird ein großer Teil des Gebietes nicht mehr von der ukrainischen Regierung kontrolliert, das Verwaltungszentrum für die unter ukrainischer Kontrolle stehenden Teile der Oblast wurde am 13. Juni 2014 nach Mariupol und schließlich am 13. Oktober 2014 nach Kramatorsk verlegt.
Seit dem Krieg in der Ukraine ab 2014 werden Teile der Region von durch Russland unterstützten „Separatisten“ zur „Volksrepublik Donezk“ deklariert und vom russischen Militär kontrolliert. Der russische Präsident Wladimir Putin verkündete am 30. September 2022 nach einem Scheinreferendum die völkerrechtswidrige Annexion durch Russland.

## Wirtschaft

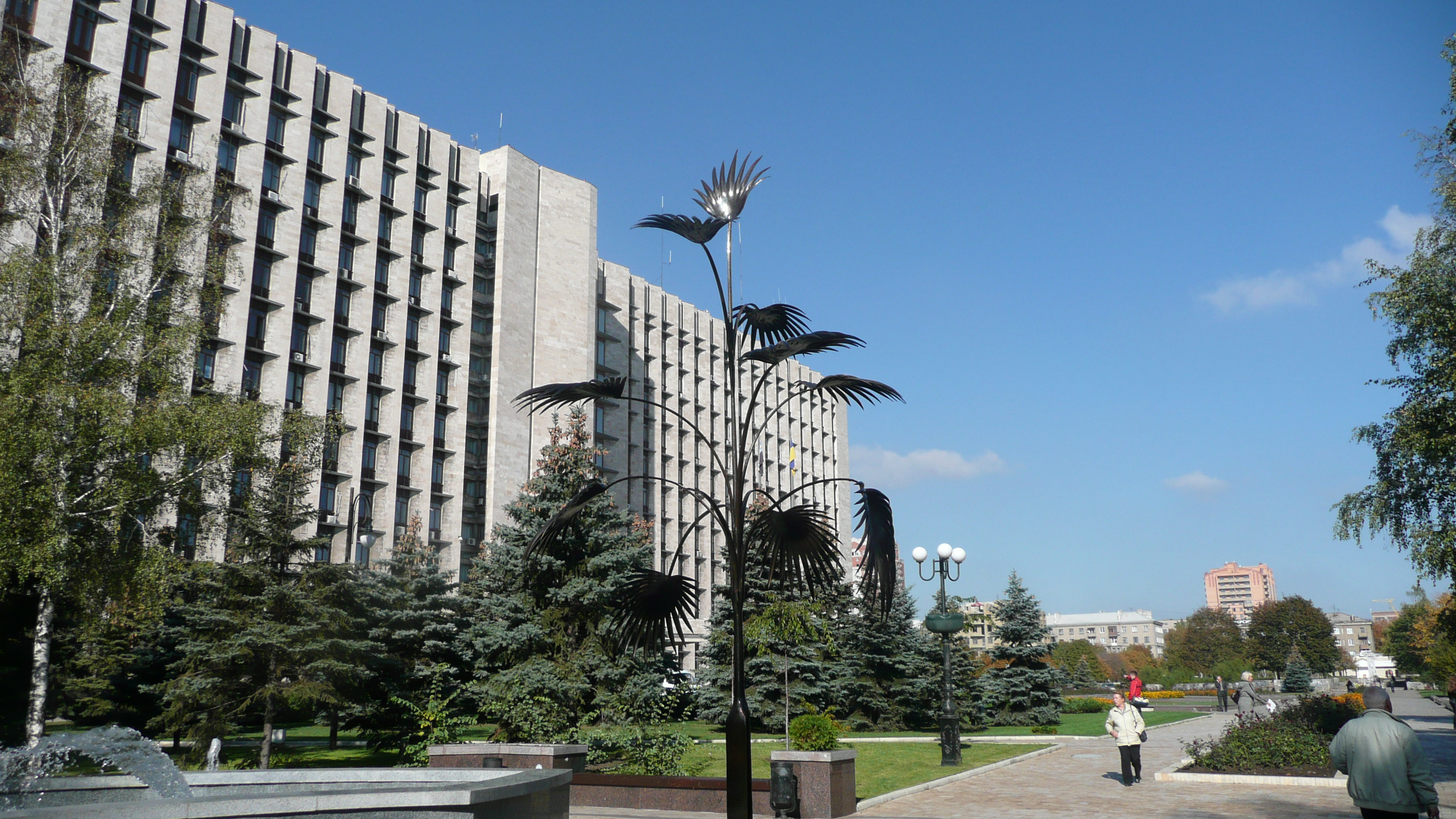
Gebietsverwaltung Donezk mit der Eisernen Palme von Mertsalow (2008)

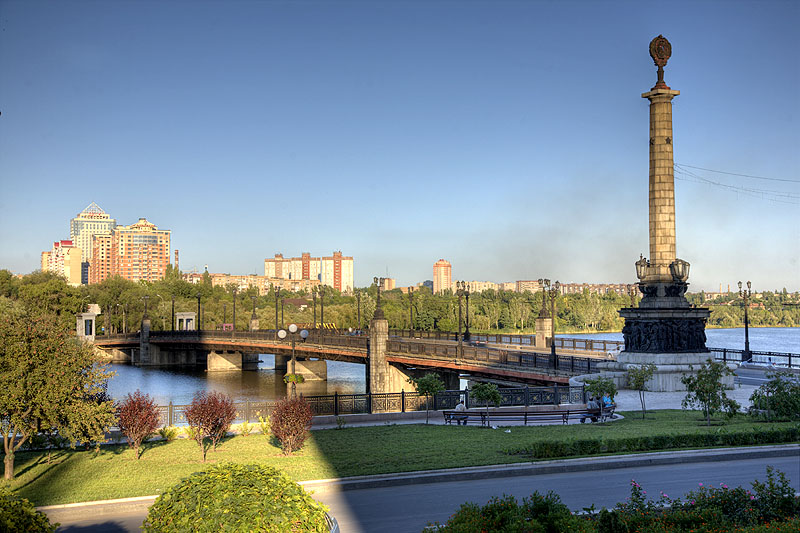
Der Kalmius in Donezk (2008)

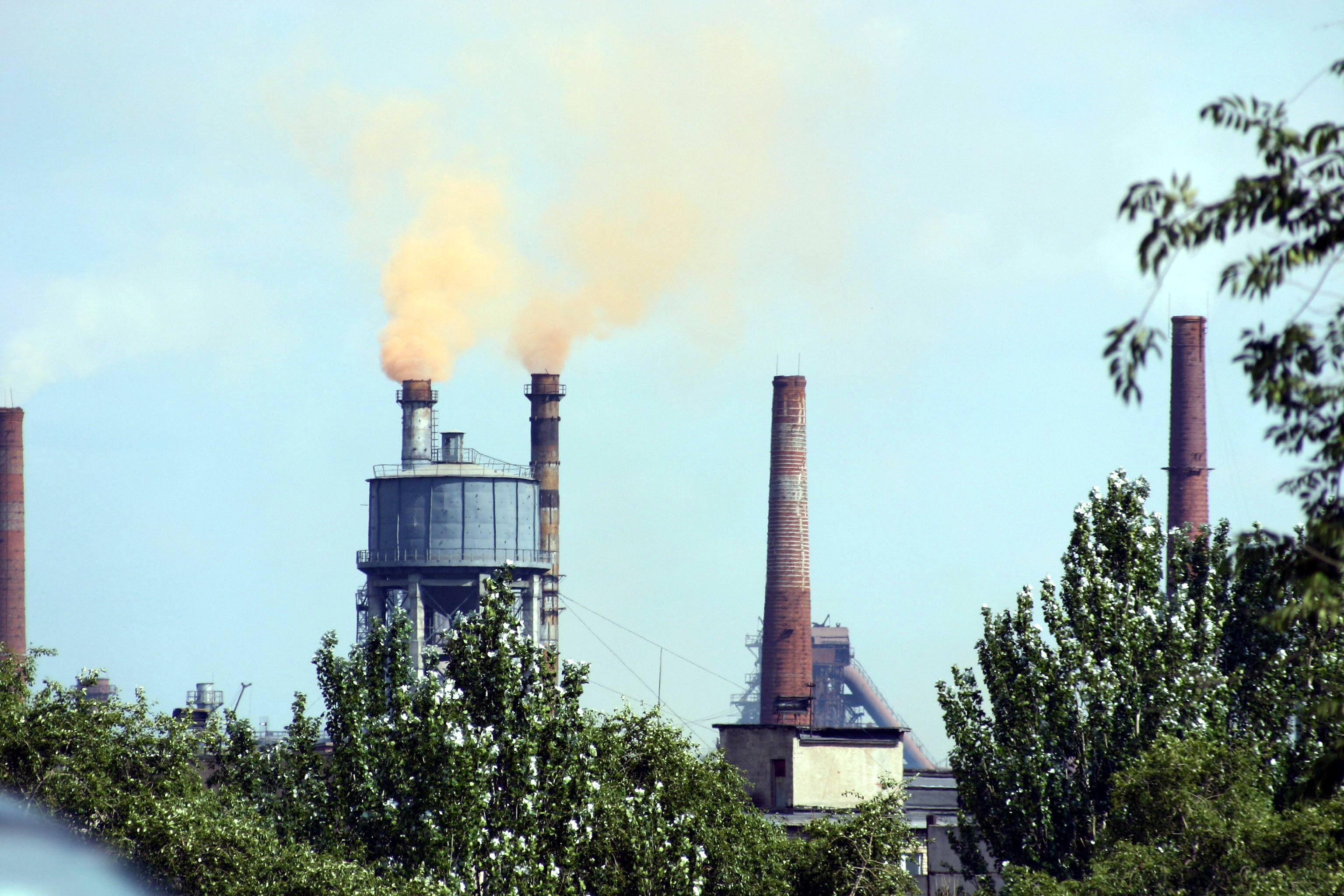
Schwerindustrie, z. T. in marodem Zustand, prägt das Bild der Region

Der Rohstoffreichtum, z. B. an Kohle und Metallen, stellt die Grundlage der regionalen Wirtschaft dar, belastet aber gleichzeitig die Umwelt. Außerdem ist der technische Standard der Kohlebergwerke veraltet; es kommt immer wieder zu schweren Grubenunglücken. Enge ökonomische Verbindungen, nicht nur innerhalb der Ukraine, sondern auch nach Russland, der Zugang zum Asowschen Meer und die gut ausgebauten Verkehrswege wirkten sich bis zum Ausbruch des bewaffneten Konflikts positiv auf die wirtschaftliche Lage des Gebietes aus.

## Größte Städte
| Stadt (Russischer Name in Klammern falls abweichend)                                  | Ukrainischer Name | Russischer Name | Einwohner 1. Januar 2021 |
| ------------------------------------------------------------------------------------- | ----------------- | --------------- | ------------------------ |
| Donezk                                                                                | Донецьк           | Донецк          | 905.364                  |
| Mariupol                                                                              | Маріуполь         | Мариуполь       | 431.859                  |
| Makijiwka (Makejewka)                                                                 | Макіївка          | Макеевка        | 340.337                  |
| Horliwka (Gorlowka)                                                                   | Горлівка          | Горловка        | 241.106                  |
| Kramatorsk                                                                            | Краматорськ       | Краматорск      | 150.084                  |
| Slowjansk (Slawjansk)                                                                 | Слов'янськ        | Славянск        | 106.972                  |
| Jenakijewe (Jenakijewo)                                                               | Єнакієве          | Енакиево        | 077.053                  |
| Bachmut                                                                               | Бахмут            | Бахмут          | 072.310                  |
| Kostjantyniwka (Konstantinowka)                                                       | Костянтинівка     | Константиновка  | 068.792                  |
| Pokrowsk                                                                              | Покровськ         | Покровск        | 061.161                  |
| Charzysk (Charzyssk)                                                                  | Харцизьк          | Харцызск        | 056.367                  |
| Druschkiwka (Druschkowka)                                                             | Дружківка         | Дружковка       | 055.088                  |
| Tores                                                                                 | Торез             | Торез           | 053.725                  |
| Schachtarsk (Schachtjorsk)                                                            | Шахтарськ         | Шахтёрск        | 048.404                  |
| Myrnohrad (Mirnograd)                                                                 | Мирноград         | Мирноград       | 046.904                  |
| Snischne (Sneschnoje)                                                                 | Сніжне            | Снежное         | 045.966                  |
| Jassynuwata (Jassinowataja)                                                           | Ясинувата         | Ясиноватая      | 034.269                  |
| Awdijiwka (Awdejewka)                                                                 | Авдіївка          | Авдеевка        | 031.940                  |
| Torezk                                                                                | Торецьк           | Торецк          | 031.513                  |
| Dobropillja (Dobropolje)                                                              | Добропілля        | Доброполье      | 028.757                  |
| Kirowske (Kirowskoje)                                                                 | Кіровське         | Кировское       | 027.441                  |
| Debalzewe (Debalzewo)                                                                 | Дебальцеве        | Дебальцево      | 024.316                  |
| Dokutschajewsk (Dokutschajewsk)                                                       | Докучаївськ       | Докучаевск      | 022.907                  |
| Selydowe (Selidowo)                                                                   | Селидове          | Селидово        | 021.916                  |
| Wolnowacha                                                                            | Волноваха         | Волноваха       | 021.441                  |
| Lyman (Liman)                                                                         | Лиман             | Лиман           | 020.469                  |
| Quellen: Ukrainisches Amt für Statistik, S. 15–20. und Sekundärquelle City Population |                   |                 |                          |

## Verwaltungsgliederung
Die Oblast Donezk ist verwaltungstechnisch in 8 Rajone unterteilt, bis zur großen Rajonsreform am 18. Juli 2020 war sie in 18 Rajone sowie 28 direkt der Oblastverwaltung unterstehenden Städte unterteilt. Dies waren die Städte Awdijiwka, Bachmut, Charzysk, Debalzewe, Dobropillja, Dokutschajewsk, Druschkiwka, Horliwka, Jassynuwata, Jenakijewe, Kirowske, Kostjantyniwka, Kramatorsk, Pokrowsk, Lyman, Makijiwka, Mariupol, Myrnohrad, Nowohrodiwka, Schachtarsk, Schdaniwka, Selydowe, Slowjansk, Snischne, Tores, Torezk, Wuhledar sowie das namensgebende Verwaltungszentrum der Oblast, die Stadt Donezk.

### Rajone der Oblast Donezk mit deren Verwaltungszentren
| Rajon                | Rajon                                   | Verwaltungssitz     | Fläche |
| deutsche Bezeichnung | ukrainische Bezeichnung                 | Transkription       | km²    |
| -------------------- | --------------------------------------- | ------------------- | ------ |
| Rajon Bachmut        | Бахмутський район Bachmutskyj rajon     | Bachmut (Stadt)     | 1747,6 |
| Rajon Donezk         | Донецький район Donezkyj rajon          | Donezk (Stadt)      | 2895,1 |
| Rajon Horliwka       | Горлівський район Horliwskyj rajon      | Horliwka (Stadt)    | 2468,4 |
| Rajon Kalmiuske      | Кальміуський район Kalmiuskyj rajon     | Komsomolske (Stadt) | 3132,6 |
| Rajon Kramatorsk     | Краматорський район Kramatorskyj rajon  | Kramatorsk (Stadt)  | 5186,3 |
| Rajon Mariupol       | Маріупольський район Mariupolskyj rajon | Mariupol (Stadt)    | 2623,8 |
| Rajon Pokrowsk       | Покровський район Pokrowskyj rajon      | Pokrowsk (Stadt)    | 4020   |
| Rajon Wolnowacha     | Волноваський район Wolnowaskyj rajon    | Wolnowacha (Stadt)  | 4449,1 |

Karte mit den Rajonen der Oblast

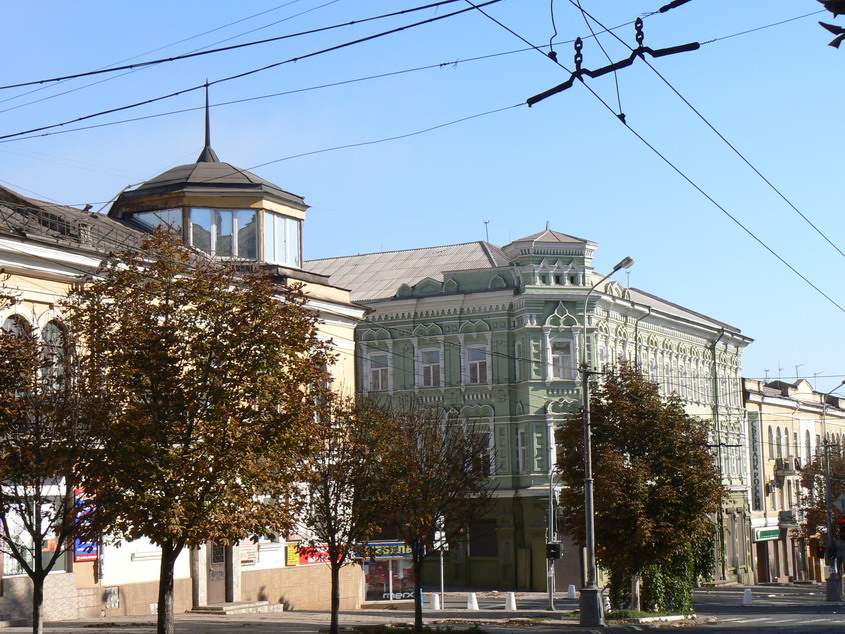
Mariupol, die zweitgrößte Stadt der Oblast (2011)

Bis 2020 gab es folgende Rajonsaufteilung:
| Rajon                  | Rajon                                                  | Verwaltungssitz                              | Fläche |
| deutsche Bezeichnung   | ukrainische Bezeichnung                                | Transkription                                | km²    |
| ---------------------- | ------------------------------------------------------ | -------------------------------------------- | ------ |
| Rajon Amwrossijiwka    | Амвросіївський район Amwrossijiwskyj rajon             | Amwrossijiwka (Stadt)                        | 1.455  |
| Rajon Bachmut          | Бахмутський район Bachmutskyj rajon                    | Bachmut (Stadt)                              | 1.687  |
| Rajon Dobropillja      | Добропільський район Dobropilskyj rajon                | Dobropillja (Stadt)                          | 0.949  |
| Rajon Jassynuwata      | Ясинуватський район Jassynuwatskyj rajon               | Jassynuwata (Stadt)                          | 0.809  |
| Rajon Kostjantyniwka   | Костянтинівський район Kostjantyniwskyj rajon          | Kostjantyniwka (Stadt)                       | 1.172  |
| Rajon Lyman            | Лиманський район Lymanskyj rajon                       | Lyman (Stadt)                                | 1.018  |
| Rajon Marjinka         | Мар’їнський район Marjinskyj rajon                     | Marjinka (Stadt)                             | 1.350  |
| Rajon Nikolske         | Нікольський район Nikolskyj rajon                      | Nikolske (Siedlung städtischen Typs)         | 1.221  |
| Rajon Nowoasowsk       | Новоазовський район Nowoasowskyj rajon                 | Nowoasowsk (Stadt)                           | 1.000  |
| Rajon Oleksandriwka    | Олександрівський район Olexandriwskyj rajon            | Oleksandriwka (Siedlung städtischen Typs)    | 1.010  |
| Rajon Manhusch         | Мангушський район Manhuschskyj rajon                   | Manhusch (Siedlung städtischen Typs)         | 0.792  |
| Rajon Pokrowsk         | Покровський район Pokrowskyj rajon                     | Pokrowsk (Stadt)                             | 1.316  |
| Rajon Schachtarsk      | Шахтарський район Schachtarskyj rajon                  | Schachtarsk (Stadt)                          | 1.194  |
| Rajon Slowjansk        | Слов'янський район Slowjanskyj rajon                   | Slowjansk (Stadt)                            | 1.274  |
| Rajon Starobeschewe    | Старобешівський район Starobeschiwskyj rajon           | Starobeschewe (Siedlung städtischen Typs)    | 1.255  |
| Rajon Telmanowe        | Тельманівський район Telmaniwskyj rajon                | Telmanowe (Siedlung städtischen Typs)        | 1.340  |
| Rajon Welyka Nowosilka | Великоновосілківський район Welykonowosilkiwskyj rajon | Welyka Nowosilka (Siedlung städtischen Typs) | 1.901  |
| Rajon Wolnowacha       | Волноваський район Wolnowaskyj rajon                   | Wolnowacha (Stadt)                           | 1.848  |

## Bevölkerung

### Bevölkerungsentwicklung
Die Oblast wurde im Jahr 1932 gegründet und besteht in heutigem Umfang seit 1938. Seit der Entstehung gab es bis 1992 ein stetiges Wachstum. Seit dem Bevölkerungshöchststand vom 1. Januar 1993 mit 5.365.800 nimmt die Einwohnerschaft ständig ab. Die städtische Bevölkerung sank seit 1989 um 22,58 %, die Zahl der Bewohner auf dem Land nahm im gleichen Zeitraum um 28,05 % ab. Seit der Jahrtausendwende verlor der Oblast rund 853.000 Bewohner oder 17,22 % der Bevölkerung.
rot: Volkszählungen in der Sowjetunion (bis 1989) und der Ukraine (2001); grün: Schätzungen des Ukrainischen Statistisches Amtes, jeweils 1. Januar

### Volksgruppen
Zwar sind die Ukrainer innerhalb der Oblast deutlich in der Mehrheit. Doch ist der Anteil der Russen in den stark industrialisierten Teilen der Oblast sehr hoch. In den anderen Regionen der Oblast sind die Ukrainer in der Mehrheit. In der Stadt Mariupol (21.923 Griechen), den umliegenden Rajons und der Stadt Donezk lebten vor 2022 zahlreiche Griechen. Mehrheitlich handelte es sich um Nachfahren von aus dem Osmanischen Reich eingewanderten Pontosgriechen. Eine Minderheit kam nach dem Zweiten Weltkrieg während der Zeit des Bürgerkriegs in Griechenland. Die Zahl der Juden sinkt durch Auswanderung stark. Zwischen 1959 und 2001 sank die Zahl der Juden (laut Volkszählungsergebnissen) von 42.501 auf nur noch 8.825 Personen. Einen starken Zuwachs erlebten die Bevölkerungsgruppen aus dem Transkaukasus. Die Zahl der Armenier stieg zwischen den Volkszählungen von 1989 und 2001 von 10.147 auf 15.734 Personen, die der Aserbaidschaner von 4316 auf 8075 und die der Georgier von 3779 auf 7197. Die Anzahl der Deutschen (fast gänzlich Russlanddeutsche) sank durch Auswanderung zwischen 1989 und 2001 von 6333 auf 4620 Personen.
Anmerkung: Da sich die Zusammensetzung der Volksgruppen seit der letzten Volkszählung 2001 vermutlich verändert hat, sind die Zahlen für die einzelnen Regionen nicht mehr aktuell. Daher ergibt eine Auflistung aller Rajone keinen Sinn. In den Gebieten unter ukrainischer Kontrolle dürfte der Anteil der Ukrainer deutlich höher sein (Zuwanderung von Flüchtlingen aus russisch kontrollierten Gebieten seit 2014, Abwanderung von Russen nach Russland). In den Gebieten unter russischer Kontrolle dürfte der Anteil der Russen deutlich gestiegen sein. Der Anteil der Ukrainer übersteigt in den vielen Gebieten (vor allem auf dem Land) meist die Marke von neunzig Prozent. Die folgende Tabelle gibt den Stand der letzten Volkszählung 2001 wieder.
| Jahr                                   | Ukrainer  | Ukrainer | Russen    | Russen  | Griechen | Griechen | Belarussen | Belarussen | Tataren | Tataren | Armenier | Armenier | Juden | Juden  | Gesamt    | Gesamt   |
| Jahr                                   | Zahl      | %        | Zahl      | %       | Zahl     | %        | Zahl       | %          | Zahl    | %       | Zahl     | %        | Zahl  | %      | Zahl      | %        |
| -------------------------------------- | --------- | -------- | --------- | ------- | -------- | -------- | ---------- | ---------- | ------- | ------- | -------- | -------- | ----- | ------ | --------- | -------- |
| 2001                                   | 2.744.149 | 56,87 %  | 1.844.399 | 38,22 % | 77.516   | 1,61 %   | 44.525     | 0,92 %     | 19.161  | 0,40 %  | 15.734   | 0,33 %   | 8.825 | 0,18 % | 4.825.563 | 100,00 % |
| Quelle: Ergebnis der Volkszählung 2001 |           |          |           |         |          |          |            |            |         |         |          |          |       |        |           |          |

Im Jahr 2001 war die Anzahl der Ukrainer nur unwesentlich höher als 1989. Durch den zwischen den Volkszählungen erfolgten Bevölkerungsrückgang stieg deren Anteil allerdings deutlich. Die Anzahl der meisten Minderheitengruppen ist seit 1989 erheblich gesunken. Stark zugenommen hat seit der Unabhängigkeit die Zuwanderung aus dem Transkaukasus. Deshalb ist der Anteil der Armenier, Aserbaidschaner und Georgier zwischen 1989 und 2001 stark gestiegen.

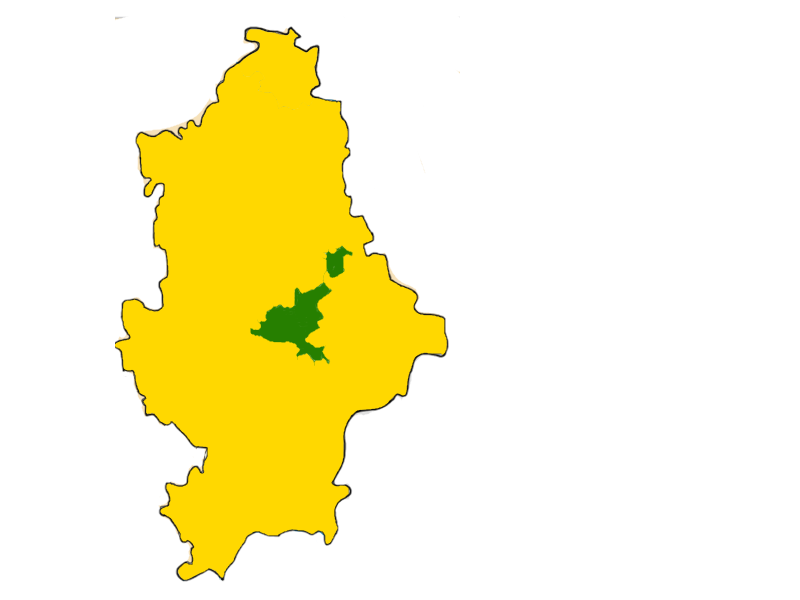
Bevölkerungsmehrheiten in der Oblast Donezk
Gelb: Ukrainische Mehrheit
Grün: Russische Mehrheit

| Nationalität    | 1989 (%) | 2001 (%) | Veränderung (%) |
| --------------- | -------- | -------- | --------------- |
| Ukrainer        | 50,70    | 56,90    | 0+1,9 %         |
| Russen          | 43,60    | 38,20    | −20,4 %         |
| Griechen        | 01,58    | 01,61    | 0−7,4 %         |
| Weißrussen      | 01,45    | 00,92    | −42,1 %         |
| Tataren         | 00,48    | 00,40    | −24,8 %         |
| Armenier        | 00,19    | 00,33    | +55,1 %         |
| Juden           | 00,53    | 00,18    | −68,6 %         |
| Aserbaidschaner | 00,08    | 00,17    | +90 %,0         |
| Georgier        | 00,07    | 00,15    | +90 %,0         |
| Moldawier       | 00,25    | 00,15    | −46,2 %         |
| Bulgaren        | 00,14    | 00,10    | −33,0 %         |
| Deutsche        | 00,12    | 00,10    | −27,0 %         |
| Polen (Ethnie)  | 00,13    | 00,09    | −37,0 %         |
| Roma            | 00,09    | 00,08    | −14,6 %         |
| Andere          | 00,59    | 00,47    | −27,2 %         |

### Sprachen

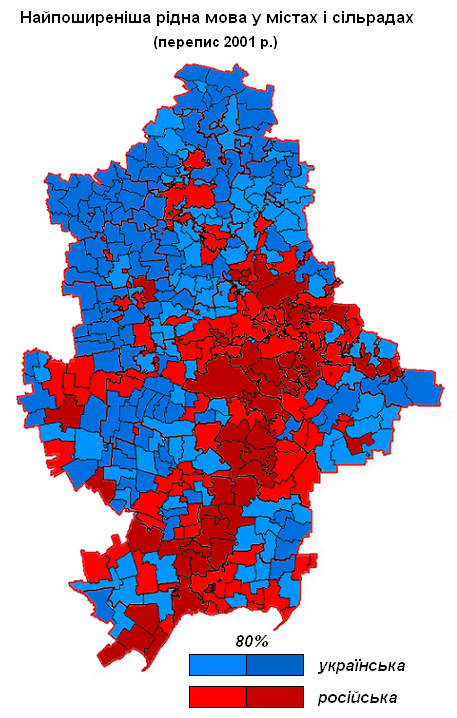
Sprachenmehrheiten
Rot: Russisch
Blau: Ukrainisch

Die Oblast Donezk gehört teilweise zum mehrheitlich russischsprachigen Donbass. Sämtliche Volksgruppen mit Ausnahme der Roma verwenden mehrheitlich Russisch. Besonders stark russifiziert sind die Juden, Griechen, Deutschen (Russlanddeutsche), Bulgaren und Belarussen. Doch selbst 58,7 % der Ukrainer in der Oblast geben Russisch als Muttersprache an. Im Gegensatz zu den anderen Gebieten ist der Anteil der ukrainischen Muttersprachler an der Gesamtbevölkerung zwischen 1989 und 2001 von 30,5 % auf 24,1 % gefallen. Der Anteil russischer Muttersprachler an der Gesamtbevölkerung ist in derselben Zeitspanne von 67,7 % im Jahr 1989 auf 74,9 % im Jahr 2001 gestiegen. Von den Städten hatte 2001 nur Lyman (70,35 %) eine ukrainischsprachige Mehrheit. Der Anteil der Russischsprachigen erreichte in den Städten mit mehr als 100.000 Einwohnern folgende Anteile: Donezk 87,83 %, Mariupol 89,39 %, Makijiwka 88,74 %, Horliwka 85,10 %, Kramatorsk 67,87 % und Slowjansk 55,68 %. Anmerkung: in den Gebieten unter ukrainischer Kontrolle dürfte der Anteil heute geringer sein; in den Gebieten unter der Kontrolle Russlands eher gestiegen sein.
| Jahr                                   | Russisch  | Russisch | Ukrainisch | Ukrainisch | Armenisch | Armenisch | Moldauisch | Moldauisch | Griechisch | Griechisch | Total     | Total    |
| Jahr                                   | Zahl      | %        | Zahl       | %          | Zahl      | %         | Zahl       | %          | Zahl       | %          | Zahl      | %        |
| -------------------------------------- | --------- | -------- | ---------- | ---------- | --------- | --------- | ---------- | ---------- | ---------- | ---------- | --------- | -------- |
| 2001                                   | 3.615.461 | 74,92 %  | 1.163.085  | 24,10 %    | 6.287     | 0,13 %    | 4.842      | 0,10 %     | 4.209      | 0,09 %     | 4.825.563 | 100,00 % |
| Quelle: Ergebnis der Volkszählung 2001 |           |          |            |            |           |           |            |            |            |            |           |          |